# Barbara Beyenka
Schwester Barbara Beyenka (* 20. April 1911 in Houghton/Michigan; † 5. Mai 2006 in Sinsinawa) war eine US-amerikanische Theologin, Übersetzerin und Schriftstellerin.
Beyenka besuchte das Rosary College und trat 1934 in den Dominikaner-Orden ein. Sie studierte von 1936 bis 1941 an der University of Wisconsin mit den Schwerpunkten lateinische und griechische Sprache und ab 1946 an der Catholic University of America, wo sie eine Dissertation über Augustinus verfasste. 1954 legte sie eine Übersetzung der Briefe des Kirchenvaters Ambrosius von Mailand vor. Im gleichen Jahr besuchte sie als Fulbright-Stipendiatin die American Academy in Rome.
Beyenke unterrichtete an verschiedenen Universitäten und Colleges, ab 1957 am Edgewood College in Madison, dessen Dekanin sie wurde. Unter anderem veröffentlichte sie den Gedichtband Sea Scribe and Other Poems.